# Chaudefonds-sur-Layon
Chaudefonds-sur-Layon és un municipi francès situat al departament de Maine i Loira i a la regió de País del Loira. L'any 2007 tenia 941 habitants.

## Demografia

### Població
El 2007 la població de fet de Chaudefonds-sur-Layon era de 941 persones. Hi havia 345 famílies de les quals 78 eren unipersonals (31 homes vivint sols i 47 dones vivint soles), 102 parelles sense fills, 145 parelles amb fills i 20 famílies monoparentals amb fills.
La població ha evolucionat segons el següent gràfic:
Habitants censats

### Habitatges
El 2007 hi havia 406 habitatges, 362 eren l'habitatge principal de la família, 23 eren segones residències i 21 estaven desocupats. 391 eren cases i 16 eren apartaments. Dels 362 habitatges principals, 283 estaven ocupats pels seus propietaris, 70 estaven llogats i ocupats pels llogaters i 9 estaven cedits a títol gratuït; 2 tenien una cambra, 18 en tenien dues, 43 en tenien tres, 81 en tenien quatre i 218 en tenien cinc o més. 295 habitatges disposaven pel capbaix d'una plaça de pàrquing. A 139 habitatges hi havia un automòbil i a 203 n'hi havia dos o més.

### Piràmide de població
La piràmide de població per edats i sexe el 2009 era:
| Homes | Edats   | Dones |
| ----- | ------- | ----- |
| 0     | 95 o +  | 0     |
| 0     | 90 a 94 | 4     |
| 0     | 85 a 89 | 4     |
| 4     | 80 a 84 | 4     |
| 4     | 75 a 79 | 20    |
| 16    | 70 a 74 | 16    |
| 24    | 65 a 69 | 16    |
| 16    | 60 a 64 | 20    |
| 36    | 55 a 59 | 16    |
| 24    | 50 a 54 | 44    |
| 36    | 45 a 49 | 36    |
| 24    | 40 a 44 | 28    |
| 16    | 35 a 39 | 12    |
| 40    | 30 a 34 | 16    |
| 24    | 25 a 29 | 36    |
| 28    | 20 a 24 | 20    |
| 12    | 15 a 19 | 32    |
| 28    | 10 a 14 | 20    |
| 16    | 5 a 9   | 12    |
| 20    | 0 a 4   | 28    |

## Economia
El 2007 la població en edat de treballar era de 606 persones, 480 eren actives i 126 eren inactives. De les 480 persones actives 451 estaven ocupades (250 homes i 201 dones) i 29 estaven aturades (12 homes i 17 dones). De les 126 persones inactives 64 estaven jubilades, 35 estaven estudiant i 27 estaven classificades com a «altres inactius».

### Ingressos
El 2009 a Chaudefonds-sur-Layon hi havia 369 unitats fiscals que integraven 1.001 persones, la mediana anual d'ingressos fiscals per persona era de 16.930 €.

### Activitats econòmiques
Dels 37 establiments que hi havia el 2007, 3 eren d'empreses de fabricació d'altres productes industrials, 7 d'empreses de construcció, 8 d'empreses de comerç i reparació d'automòbils, 3 d'empreses d'hostatgeria i restauració, 1 d'una empresa financera, 1 d'una empresa immobiliària, 6 d'empreses de serveis, 2 d'entitats de l'administració pública i 6 d'empreses classificades com a «altres activitats de serveis».
Dels 10 establiments de servei als particulars que hi havia el 2009, 1 era un taller de reparació d'automòbils i de material agrícola, 1 paleta, 1 guixaire pintor, 1 fusteria, 1 lampisteria, 1 electricista, 2 perruqueries, 1 restaurant i 1 saló de bellesa.
L'any 2000 a Chaudefonds-sur-Layon hi havia 43 explotacions agrícoles que ocupaven un total de 930 hectàrees.

## Equipaments sanitaris i escolars
El 2009 hi havia 2 escoles elementals.

## Poblacions més properes
El següent diagrama mostra les poblacions més properes.